# Zalesie (Mazovia)
Zalesie [pronunciación en polaco: /zaˈlɛɕɛ/] es un pueblo ubicado en el distrito administrativo de Gmina Żabia Wola, dentro del Condado de Grodzisk Mazowiecki, Voivodato de Mazovia, en el este de Polonia central. Se encuentra aproximadamente a 3 kilómetros al norte de Żabia Wola, a 8 kilómetros al sureste de Grodzisk Mazowiecki, y a 29 kilómetros al suroeste de Varsovia.